# Instituto Tecnológico y de Estudios Superiores de Occidente

Logo

Die Instituto Tecnológico y de Estudios Superiores de Occidente (ITESO) ist eine mexikanische kirchliche Hochschule und wurde 1957 gegründet.
Sie ist eine von weltweit 200 Universitäten der Jesuiten. In der Region ist sie die Universität mit den meisten ins Forschersystem integrierten Wissenschaftlern. Die Universität befindet sich etwas außerhalb Guadalajaras in Jalisco. Außerdem verfügt das ITESO über eine Sportanlage (Fußball, Basketball, Volleyball u. a.), die von Studenten kostenlos benutzt werden kann. Darüber hinaus werden neben Sportkursen auch Fotografie-, Theater-, Musik-, Zeichen-, Tanzkurse etc. angeboten. Außerdem gibt es eine Bibliothek namens Biblioteca Dr. Jorge Villalobos Padilla, S.J. Das Auditorium fasst 6000 Personen.